# دافيد سوريا
دافيد سوريا سوليس (بالإسبانية: David Soria)‏ (مواليد 4 أبريل 1993 في مدريد) هو لاعب كرة قدم إسباني يلعب مع نادي إشبيلية في دوري الدرجة الأولى الإسباني كحارس مرمى. بدأ دافيد سوريا مسيرته الرياضية عام 2012.

## الإنجازات

### النادي
إشبيلية
- دوري أوروبا: 2015–16

### الفردية
- دوري أوروبا: تشكيلة الموسم 2015–16[1]

## روابط خارجية
- دافيد سوريا على موقع قاعدة بيانات كرة القدم.إي يو (الإنجليزية)
- دافيد سوريا على موقع Soccerbase.com (لاعب) (الإنجليزية)
- دافيد سوريا على موقع Soccerway.com (الإنجليزية)
- دافيد سوريا على موقع عالم كرة القدم.نت (الإنجليزية)
- دافيد سوريا على موقع AS.com (الإسبانية)